# Karl Larsen (Schriftsteller)

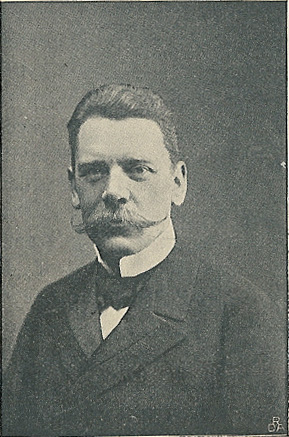
Karl Larsen vor 1902

Karl Halfdan Eduard Larsen (* 28. Juli 1860 in Rendsburg; † 11. Juli 1931 in Kopenhagen) war ein dänischer Schriftsteller, der das Kopenhagener Proletariat und Kleinbürgertum schilderte sowie Dramen, Romane, Reisebücher und Essays schrieb.

## Lebensstationen
Larsen wurde als Sohn eines dänischen Offiziers, der bei Düppel fiel, früh verwaist und bei seinen Großeltern in Kopenhagen erzogen. Er trieb anfänglich soziologische Studien, vertiefte sich aber allmählich in literarische Interessen, die durch weite Reisen gefördert wurden. 1889 trat er mit zwei Bühnenstücken in die Öffentlichkeit.

## Literarische Würdigung
Seine Produktion ist reich, interessant und vielseitig. Vor allem gilt es ihm, den Menschen in seiner Ursprünglichkeit, oder wie er ihn verzerrt als Kulturabfall findet, zu schildern. Bei der Frau fesselt ihn das Instinktive, Unzähmbare. In einigen Studiensammlungen schildert er humoristisch und treffend den dänischen Volkscharakter durch verschiedene Kopenhagener Vagabundentypen. Das Embryonische, Unmittelbare in dem Seelenleben und in der Ausdrucksweise des einfachen Mannes hat ihn zu literarisch und kulturhistorisch originellen Arbeiten veranlasst, wofür ihm der Professortitel verliehen wurde. Daneben erstellte er Reisebilder aus Deutschland, Russland und Spanien. In seinen späten Werken beschäftigte er sich zunehmend mit dem Verhältnis zwischen Dänemark und Deutschland.

## Veröffentlichungen (unvollständig)
- Frauen. 1889.
- Ehre. 1889.
- Das bunte Buch. 1891.

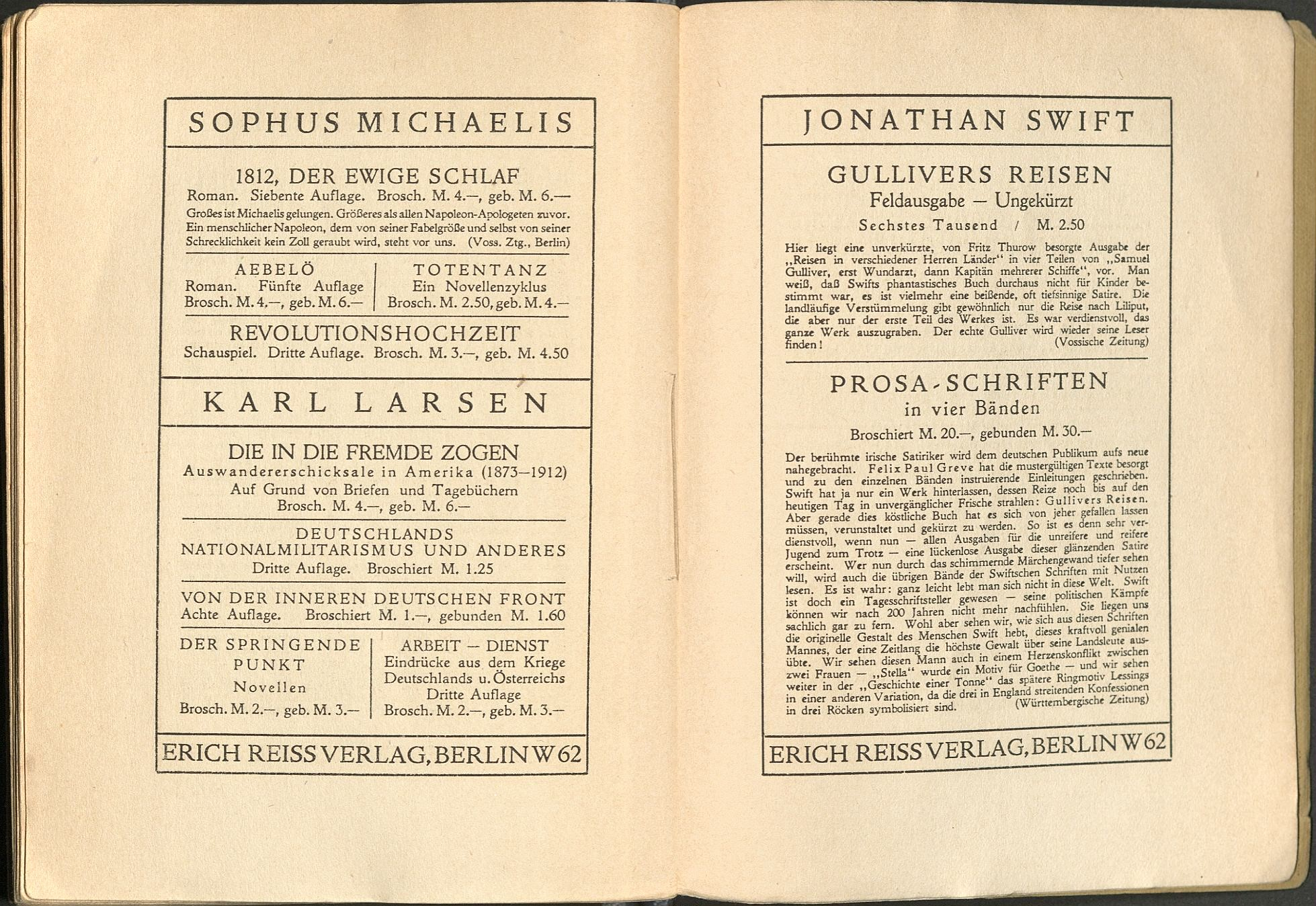
Anzeige bei Erich Reiss (1919)

- Cirkel. Gyldendal, Kopenhagen 1893.
- Übersetzung aus dem Französischen: Soror Mariana Alcoforado; Schwester Marianna und ihre Liebesbriefe. 1894, deutsch: Insel, Leipzig 1905.
- Dansk Soldatersprog til Lands og til Vands. Schubothe, Kopenhagen 1895.
- Außerhalb der Rangklassen. Kopenhagen 1896.
- Kresjan Westerbro. 1897.
- Dänische Männer. Bojesen, Kopenhagen 1898.
- Das poetische Deutschland, 1898, deutsch 1904.
- Der Mut und der blanke Degen, 1898.
- Doktor Ix. Deutsche Ausgabe von Ernst Brausewetter. Schuster & Loeffler, Berlin 1898.
- Sechzehn Jahre. Bojesen, Kopenhagen 1900, deutsch: Langen, München 1903.
- Vort Folk i 64; Et Foredrag holdt i Christiania 1900. Nord. Forlag, København 1900.
- Spießbürger, deutsch 1902.
- Dragoner Niels Kjeldsen und seine Mörder. E. Bojesen, Kopenhagen 1902, deutsch 1903.
- Was siehst Du aber den Splitter, Deutsche Übersetzung von Mathilde Mann. A. Juncker, Berlin 1903.
- Im großen, heiligen Rußland, Deutsche Übersetzung, 1904.
- Krieg und Menschen: psychologische Bilder aus einem modernen Kriege. Lipsius & Tischer, Kiel 1905.
- Poetische Reisen: Erste Fahrt in deutschen Landen und im grossen heiligen Russland. Insel, Leipzig 1906.
- Ein modernes Volk im Kriege: in Auszügen aus dänischen Briefen und Tagebüchern der Jahre 1863/64, Deutsche Ausgabe. Lipsius & Tischer, Kiel [u. a.] 1907.
- Daniel Daniela: Aus dem Tagebuch eines Kreuzträgers. Concordia Deutsche Verlags-Anstalt Hermann Ehbock Berlin 1908. (Anonym erschienen, dänische Ausgabe von 1922 unter seinem Namen.)
- Was ist dem Deutschen Dänemark, was sollte es ihm sein? Verkehrsbureau Norden, Berlin um 1910.
- Det springende Punkt. Gyldendal, Kopenhagen / Kristiania 1911.
- Japan im Kampf, Deutsche Übersetzung von Arnold Kalisch. Rütten & Loening, Frankfurt a. M. 1911.
- Die in die Fremde zogen. Reiss, Berlin 1913.
- Professor Bédier und die Tagebücher deutscher Soldaten. Reimer, Berlin 1915.
- Deutschlands Nationalmilitarismus und anderes. Reiss, Berlin 1915.
- Arbeit-Dienst – Eindrücke aus dem Kriege Deutschlands und Österreichs. Reiß, Berlin 1916.
- Von der inneren deutschen Front, Berlin: Reiss, 1917.
- Aesthetiker, Patriot, Polemiker, Kopenhagen: Aschehoug, 1917
- Ein Däne und Deutschland. Paetel, Berlin 1921.
- Der Adlerflug über den Rhein und den Äquator. Reimar Hobbing,  Berlin 1924.
- What does France want? R. Hobbing, Berlin 1925.
- H. C. Andersens Leben ohne Dichtung: kulturgeschichtlich illustriert, Deutsche Übersetzung von Else von Hollander-Lossow. de Gruyter, Berlin [u. a.] 1926.